# XII Liceum Ogólnokształcące im. Cypriana Kamila Norwida w Krakowie
XII Liceum Ogólnokształcące im. Cypriana Kamila Norwida – publiczne liceum ogólnokształcące znajdujące się w Krakowie, w dzielnicy XVIII Nowa Huta na os. Kolorowym 29a, w Nowej Hucie.

## Historia
Liceum powstało w roku 1958 jako XV LO. Nowy budynek szkoły na os. Kolorowym 29a został oddany do użytku w roku 1966. W 1976 roku szkoła została odznaczona Medalem Komisji Edukacji Narodowej.

## Dyrektorzy
- 1958–1990 – Roman Stępień
- 1990–1992 – Maria Pydzińska
- 1992–2022 – Ryszard Nowak
- od 2022 –  Anna Konarska-Miazowska

## Znani absolwenci
Źródło:
- Bogusław Chrabota – dziennikarz, publicysta, pisarz, były redaktor naczelny telewizji Polsat, redaktor naczelny gazety Rzeczpospolita.
- Jacek Dewódzki – muzyk, gitarzysta, wokalista, kompozytor, autor tekstów dla zespołu Dżem, Big Cyc, Patchwork, Revolucja.
- Lidia Jazgar – współzałożycielka, menedżerka i wokalistka zespołu Galicja.
- Paweł Jochym – fizyk, zajmujący się fizyką komputerową i fizyką teoretyczną, pracownik Instytutu Fizyki Jądrowej PAN.
- Aleksander Kutela –  prezes Onet S.A, były dyrektor generalny i prezes HBO Polska.
- Ewa Lipska – poetka i felietonistka, redaktor, w latach 1995–1997 dyrektor Instytutu Polskiego w Wiedniu, członkini polskiego i austriackiego PEN Clubu, członek założyciel Stowarzyszenia Pisarzy Polskich.
- Janusz Majcherek – filozof i socjolog kultury, publicysta, wykładowca akademicki.
- Marcin Mamoń – dziennikarz, reżyser i producent.
- Piotr Myśliwiec – chemik, dyplomata, ambasador RP w Angoli
- Jacek Petrycki – operator filmowy oraz reżyser i scenarzysta.
- Konrad Ratyński – gitarzysta basowy, muzyk zespołu Skaldowie, związany z nim od 1967 r.
- Aleksander Sikora – prezenter telewizyjny, dziennikarz, osobowość telewizyjna
- Artur Szlosarek – poeta, eseista, tłumacz i krytyk.
- Piotr Urbaniak – aktor i dziennikarz radiowy.
- Andrzej Wojtyna – ekonomista, profesor, były członek Rady Polityki Pieniężnej.
- Elżbieta Zającówna – aktorka teatralna i telewizyjna